# Stowarzyszenie Inicjatyw Twórczych „Trzecia Fala”
Stowarzyszenie Inicjatyw Twórczych „Trzecia Fala” – polskie stowarzyszenie, powstałe w 2009 w Białobrzegach nad Zalewem Zegrzyńskim, zajmujące się promocją, dokumentacją i popularyzacją ważnych przejawów polskiej kultury.

## Działalność
Stowarzyszenie zainicjowało szereg wydarzeń artystycznych, tj.: koncerty muzyki improwizowanej i eksperymentalnej w Warszawie i okolicach, festiwale artystyczne, wystawy – głównie land art i sound art. Było także współorganizatorem Festiwalu Filmowego w Mediolanie, Festiwalu Greków Polskich w Warszawie, urodzin magazynu Lampa i wielu innych wydarzeń kulturalnych. Od 2009 roku działa również pracownia artystyczna Fala nad Zalewem Zegrzyńskim. Mówią o sobie tak: Operujemy małymi formami, subtelnymi interwencjami w przestrzeń. Nie chcemy jej naruszać, chcemy ją zrozumieć. Interesuje nas graniczność wydarzeń, działania na styku, synteza sztuk. „Trzecia Fala” to także wydawnictwo płytowe, audioblog i portal muzyczny, którego założycielami są: Łukasz Strzelczyk, Katarzyna Królikowska i Dariusz Pietraszewski.

## Projekty
- Wizja lokalna – praca w przestrzeni (białobrzeski las), której efektem jest 11 obiektów z pogranicza land artu i environment artu.
- Lasiści – projekty fotograficzne, video, performance, instalacja/rzeźba muzyczna oscylujące wokół jednego tematu – lasu.
- Fala Dźwięku – cykliczny projekt realizowany od 2009 roku, mający na celu pokazanie związków i punktów stycznych pomiędzy dźwiękiem, a sztukami wizualnymi.
- Identi_Ty – autorski projekt prezentujący około 50 wybitnych, współczesnych filmów animowanych.
- Płyty CD – archiwalne wydawnictwa muzyczne, sygnowane nazwą Stowarzyszenia Trzecia Fala.
- Trasa Muzeum Zalew – projekt realizowany wspólnie z Muzeum Narodowym w Warszawie. Przywołanie koncepcji artystycznej z 1971 roku, której komisarzami byli: Marian Bogusz i Jerzy Olkiewicz.
- Portal Muzyczny (www.trzeciafala.com) – platforma wymiany informacji na temat sceny free, electronic, imro, avant i innych, które spychane są na margines kultury.

## Wydawnictwa
- 2013 – Andrzej Mitan, Grzegorz Rogala, Jubileuszowa Orkiestra Helmuta Nadolskiego Kiedy umiera człowiek/Podniesienie (DVD 001)
- 2013 – Grupa w Składzie Grupa w Składzie (CD 002)
- 2014 – Onomatopeja Onomatopeja (CD 003)
- 2015 – Onomatopeja (CD 004 – reedycja albumu, poszerzona o cztery nagrania z Pop Session'79[1])
- 2016 – Sesja 72 – Sesja 72 (CD 005)[2]
- 2020 – Ziemia Mindel-Würm – Ziemia Mindel-Würm (CD 006)